# Phalangium ligusticum
Phalangium ligusticum is een hooiwagen uit de familie echte hooiwagens (Phalangiidae).